# My Mistress
My Mistress é um filme australiano de 2014, dos gêneros romance e drama, dirigido por Stephen Lance e estrelado por Emmanuelle Beart e Harrison Gilbertson.

## Sinopse
Charlie (Harrison Gilbertson) é um garoto de 16 anos que acaba de descobrir que seu pai cometeu suicídio. No velório, ele descobre que sua mãe (Rachael Blake) estava tendo um caso com o melhor amigo de seu pai. Atormentado e sozinho, Charlie conhece uma mulher misteriosa chamada Maggie (Emmanuelle Béart) e, após descobrir que ela é uma dominatrix, passa a ter uma obsessão por ela.
Fascinado pela dominadora, Charlie se dispõe a trabalhar como jardineiro dela. Sua paixão por Maggie vai se intensificando à medida que os dois vão criando uma conexão.
Enquanto isso, Maggie precisa lidar com um assistente social (Socratis Otto) que a chantageia com a finalidade de manter relações sexuais com ela. Devido à problemas com drogas no passado, Maggie perdeu a custódia de seu filho para um orfanato.
Charlie vai se envolvendo cada vez mais com Maggie a ponto de convencê-la a dominá-lo e, por mais perigoso que seja o relacionamento deles, ela sabe que ele precisa dela. E ela também precisa do amor dele.

## Elenco
- Emmanuelle Béart como Maggie, dominatrix francesa que conhece Charlie.
- Harrison Gilbertson como Charlie Boyd, garoto que perde o pai e se apaixona por uma dominatrix.
- Rachael Blake como Kate Boyd, mãe de Charlie que mantinha um caso com o amigo de seu marido.
- Socratis Otto como Leon, assistente social que chantageia Maggie.

## Produção e lançamento
O filme foi gravado em 2013 na cidade de Queensland, Austrália e financiado por Screen Australia, Screen Queensland, Film Victoria, MIFF Premiere Fund, Soundfirm e Mini Studios.
Sua estreia oficial ocorreu durante o Festival Internacional de Cinema de Melbourne no dia 14 de agosto de 2014. O lançamento nos cinemas australianos foi no dia 6 de novembro de 2014.
A produção do filme contou com a consultoria BDSM da dominatrix brasileira Kalyss Mercury e da dominatrix francesa Maîtresse Françoise.

## Recepção
No site do agregador de críticas Rotten Tomatoes, o filme possui uma aprovação de 33% baseado em 9 análises, com uma nota média de 4,5/10.
Para o crítico Rhiannon Sawyer, "a maioria dos problemas em My Mistress se origina do fato de ser impregnada de clichês". Já a crítica de cinema Louise Keller descreve o filme como "um cenário fantasioso que excita, mas nunca atinge um clímax satisfatório, apesar das atuações impressionantes de Harrison Gilbertson como o adolescente obcecado e de Emmanuelle Beart como a amante provocante".